# 金泫雅
金泫雅（韩语：／ Gim Hyeon-a，1992年6月6日—），藝名泫雅、HyunA，韩國知名女歌手和模特儿，是YouTube史上第一位MV觀看次數超過1億次的韓國Solo女歌手，2007年以JYP娛樂旗下女團Wonder Girls出道，2009年以Cube娛樂旗下女團4Minute再次出道，擔任饒舌和中心。
熱門歌曲包括《Bubble Pop!》、《Lip & Hip》、《Red》、《Q&A》、《I’m Not Cool》；4Minute的《Crazy》；Trouble Maker的《Trouble Maker》等。

## 演艺生涯

### 出道前
泫雅在9岁开始学习歌唱和舞蹈，第一次参加韩国JYP娱乐选拔即以优异成绩成为练习生。也在父母的支持下试镜韓劇演员。曾作为群众演员拍摄过影视剧《顺风妇产科》饰演与朴美达一起玩沙堆游戏的朋友甲。

### 2007年-2008年：以Wonder Girls出道，同年因身体原因退出组合
2007年2月10日，泫雅以JYP娱乐新女團Wonder Girls成员身份正式出道，在团队中担任Rap的角色。不过由于慢性肠胃炎和头晕等病痛问题加上父母亲对她身体状况的担忧，她在同年7月退出该团体。
在以Wonder Girls成员身份活动期间，泫雅出演了Wonder Girls的出道纪录片《MTV Wonder Girls》第一季和第二季，5月12日起与组合成员昭熙一同担任《Show! 音乐中心》主持人，至该年6月30日她离开为止。
退出Wonder Girls后，泫雅在JYP娱乐作为练习生继续训练。而后在洪胜成邀请下签约Cube娱乐。

### 2009年：以4Minute再次出道
2009年初，泫雅與李起光在他的第一張專輯《First Episode: A New Hero》中合作了歌曲《2009》，並參與了單曲《Dancing Shoes》的MV演出。
5月14日，Cube娱乐公開新人女子團體4Minute。6月13日，发布了出道單曲《Hot Issue》的30秒音樂影像預告。15日发布《Hot Issue》的MV，成為搜索排行榜的第一名。18日，泫雅正式以4Minute成员身份于M! Countdown舞台再次出道，团体活动详见主条目4Minute。
三星電子為了推廣旗下手機品牌Anycall，成立了带有“女声组合梦之队”之称的临时性团体4 Tomorrow，該團體由Kara的昇延、Brown Eyed Girls的佳人、After School的U-IE以及來自4Minute的泫雅四人所組成。她們的第一支數位單曲《扑通扑通Tomorrow》於10月6日推出，由李東健主演的官方版MV則在10月12日亮相。同時她們四人也分別拍攝了个人版本的MV，泫雅的MV版本於10月27日推出。
10月23日，泫雅參與的綜藝節目《青春不敗》首播，塑造了唧唧泫雅、金PD等形象，因團體海外發展規劃關係，她於2010年6月11日第32期退出。

### 2010年：首次个人活动《Change》
2010年1月4日，泫雅發表了她的首支個人單曲《Change》，一公布即造成轟動並成為熱門搜尋詞彙，不久开展了《Change》的宣傳活動。由于泫雅性感的舞蹈動作，《Change》MV被評定為未成年不宜觀看的19+，事後Cube娱乐表示會將音樂影片內容重新編輯，並且提交複審。SBS只將評級定为15+，另一個電視台MBC表示仍然會播放MV予所有年龄段觀眾觀賞。
8月，《Change》MV經Virgin Media's Music重新編輯後於英國播放。
9月17日，與龙俊亨、Vasco、Outsider、Verbal Jint、Mighty Mouth的Joosuc和Sangchu共同演唱的《Faddy Robot Foundation》发行，這首歌的所有收入將全數作為社會公益使用。
10月14日，泫雅和智賢客串演出的驚悚電影《深夜的FM》公映。
11月20日，泫雅在Show! 音乐中心参与吳元斌回归舞台《爱你更爱你》演唱时临时忘词，对于自己的失误泫雅在后台落泪并向元斌道歉。经整夜的练习，泫雅在第二天人气歌谣贡献了完美的舞台。

### 2011年：首張個人迷你專辑《Bubble Pop!》、企划組合Trouble Maker

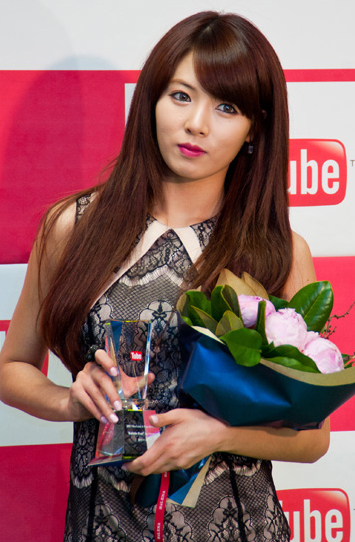
2011年11月22日，泫雅出席YouTube K-Pop Awards颁奖典礼

2011年7月5日，泫雅的首張個人迷你專辑《Bubble Pop!》发行，主打曲《Bubble Pop!》的MV在公開後的前8天，平均每日都有100萬的瀏覽量，後來有逾1億人次點閱，成為首個韓國女歌手瀏覽量破億的MV。打歌活动持续到7月底暑假开始时，韓國廣播通信委員會擔心泫雅性感的舞蹈會對青少年造成不良影響，故此要求刪減。这讓經紀公司Cube娱乐不滿意，寧願不跳舞也拒絕修改。最终決定暫停該首歌曲的表演，更改为專輯中另一首《Just Follow》（feat.Dok2）进行後續活动，音乐舞台是邀请Block B的ZICO合作出演。
7月18日，《Bubble Pop!》被英国的流行歌曲网站Popjustice推选为每日最佳歌曲。
9月28日，泫雅被音樂雜誌Billboard評選為「21位21歲以下代表歌手」（21 under 21）第17名，評論表示泫雅是KPOP走向世界的指標人物之一及韓國流行文化代表人物。
11月24日，Cube娱乐宣布泫雅與BEAST的賢勝組成企劃組合Trouble Maker。12月1日，首張迷你專輯《Trouble Maker》及主打歌《Trouble Maker》MV正式發行，团体活动详见主条目Trouble Maker。
12月，泫雅的歌曲《Bubble Pop!》被美國雜誌SPIN評選為2011年20首最佳歌曲（Best 20 Songs of 2011）第9名及SPIN自選2011年最佳流行歌曲（SPIN's Favorite Pop Tracks of 2011）第3名。

### 2012年-2013年：第二張個人迷你專輯《Melting》

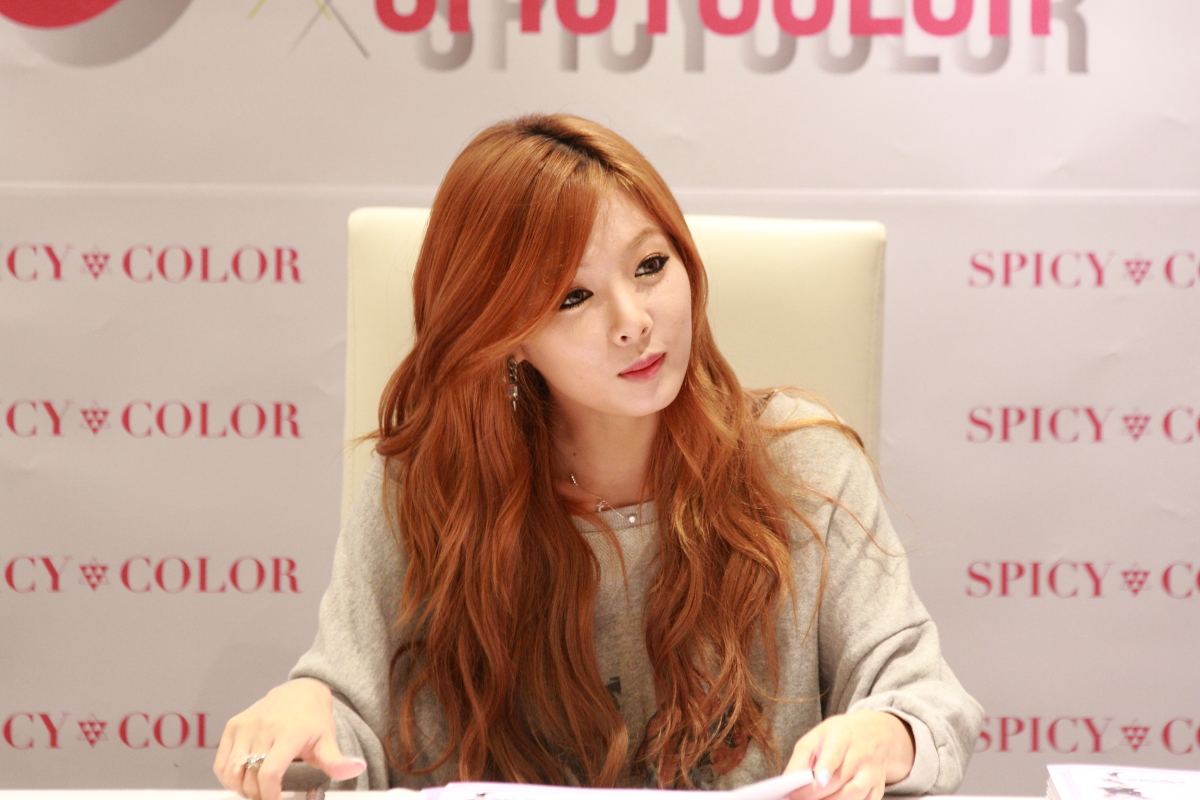
2012年8月19日，泫雅个人時尚品牌“Hyuna x SPICYCOLOR”活动

2012年3月3日，泫雅與同公司的G.NA參與的综艺节目家族的诞生（2011年）播出，節目是由藝人領養流浪動物并回去照顧一段時間，除记录牠們的成長也呼籲公眾關注動物權利議題。
3月，泫雅公布了她個人時尚品牌「Hyuna x SPICYCOLOR」，該品牌概念定位為「retro, chic, and sexy」，其靈感源於1950及60年代的潮流經典。泫雅本人高度地參與了品牌概念成形、設計並指導品牌產品的作品拍攝。關於品牌本身，泫雅是如此表示「做為一個歌手，我展現了大量的性感元素，這品牌將在三月底時正式發表，我投入許多心力來傳達，它的風格不僅只是性感，還是時尚與潮流。今年春季，假如你有任何單品搭配蕾絲，那麼任何一個人都能輕鬆打造完美地潮流穿扮」。
2012年夏季，泫雅參與了歌手PSY歌曲《江南Style》的MV演出，PSY也在8月時公布了泫雅參與演唱的MV版本《哥哥就是我的Style》。
10月17日，報導傳出專輯中泫雅創作歌曲《Very Hot》因為歌詞內容提及商業品牌KakaoTalk，遭到韓國兩大電視台MBC及KBS封禁。歌曲是描写泫雅舞台背后的平凡面貌，因为是平凡日常生活所以自然地有特定SNS名称出现。

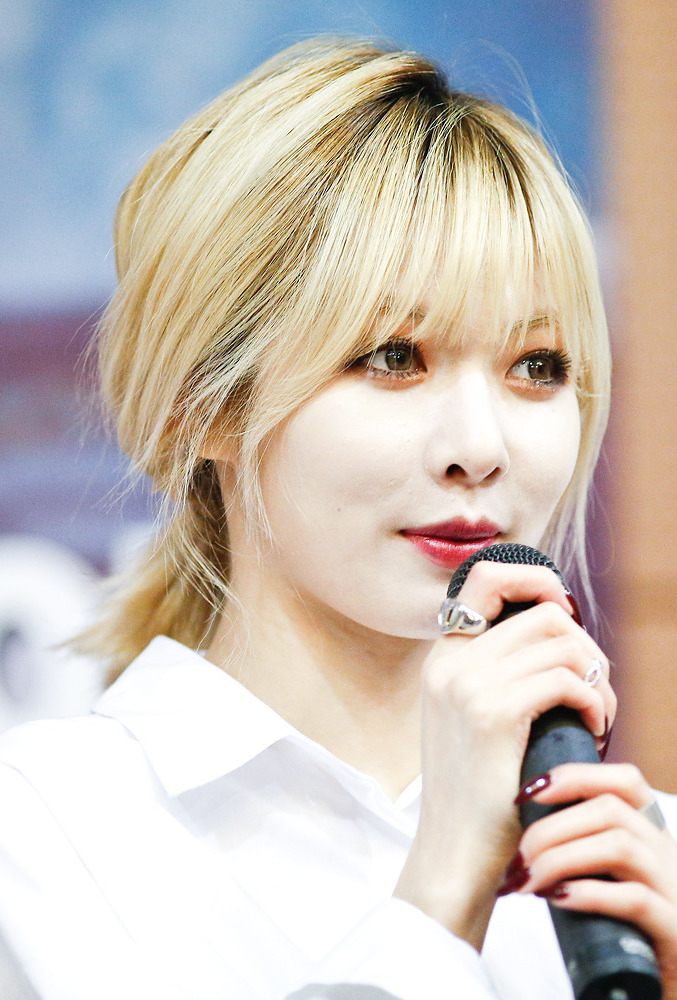
2013年11月6日，《没有明天》活动期间签售会

10月21日，受音源泄露影响，第二張迷你專輯《Melting》提前发行。主打曲《Ice Cream》的MV於10月22日發布，PSY為感謝泫雅先前參與《江南Style》的演出，客串演出了該MV，並於4日內（10月26日）點擊率破千萬大關，刷新K-POP史上最短時間內點擊率破千萬的新紀錄。
2013年2月，泫雅登上英國時尚雜誌《POP》封面，成為首位登上此雜誌封面的韓國藝人。雜誌編輯Ashley Heath表示：“金泫雅出演《江南style》音樂錄影帶，成為西方人心目中的K-POP代表明星。”曾發表過的《Bubble Pop!》、《Ice Cream》等歌曲也曾受到英國著名媒體的讚許，有望成為時尚界的焦點。
5月，泫雅作为休闲服饰G by Guess的代言人与化妆大师SON＆PARK一同开展慈善活动“KISS OF HOPE”。此项活动中，G by Guess推出的“KISS OF HOPE”套装所有收入将捐给提供贫困国家儿童教育的“PLAN KOREA”项目。

### 2014年：第三張個人迷你專輯《A Talk》

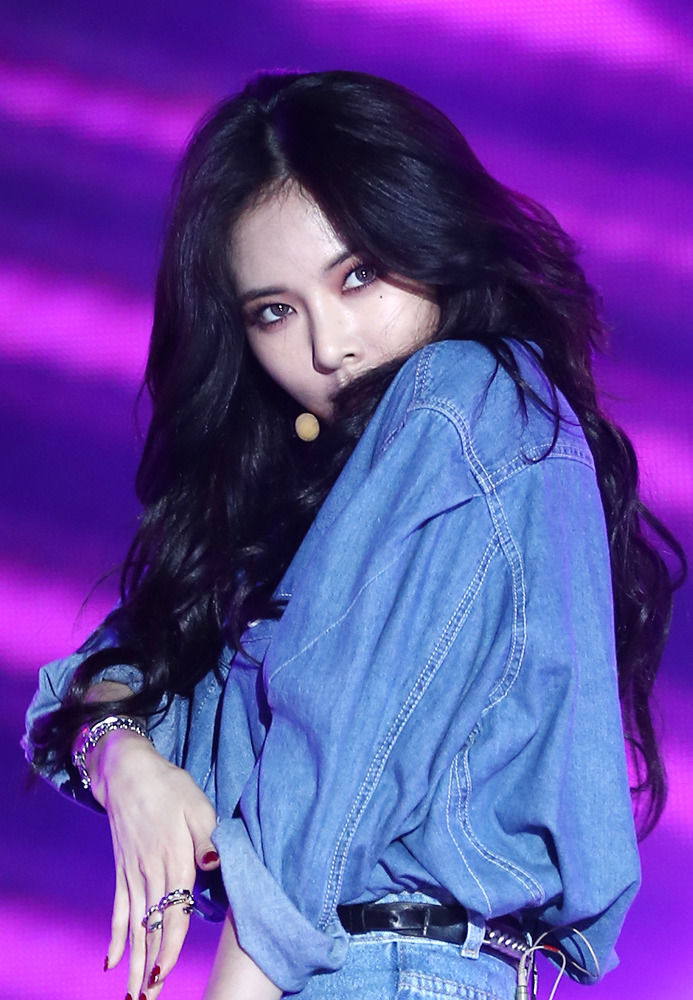
2014年9月28日，泫雅在夢想演唱會的舞台表演

2014年3月11日，泫雅受邀代表韩流艺人出席在美国德克萨斯州奥斯汀举办的北美音乐庆典South by Southwest。
7月28日，个人迷你三輯《A Talk》全曲音源和主打曲《Red》的MV发布，为配合回归所拍摄的《泫雅的Free Month》也于之前7月21日首播。非主打歌的舞台表演《Blacklist》则是邀请EXID的LE共同演唱。《Red》最终获得音乐节目Show Champion二连冠的成绩。
《A Talk》中由BTOB的炫植為泫雅創作的歌曲《从哪里开始 到哪里结束》被报道歌詞部分有抄襲「元祖偶像」g.o.d2004年發表的歌曲《被對方吸引的理由》的嫌疑。對此炫植通过推特回應：「《从哪里开始 到哪里结束》的歌詞是為了祝賀g.o.d前輩的回歸以及向他們致敬，才使用了那段歌詞！也是希望能讓大家知道泫雅跟炫植是g.o.d的粉絲（才這麼做的）。」31日g.o.d成員金泰宇所屬公司Soulshop娱乐對此事件發表正式的聲明：「我們很感謝泫雅與任炫植在這首由炫植本人創作的歌曲中（對我們的歌曲）所作出的致敬，但很不幸地我們很晚才知道這件事情，在事前我們沒有同意也未被徵詢同意（這樣的舉動）。假如他們能先與我們協商的話，想必會有比較好的結果，因此感到很遺憾。我們將會把這次的意外當成對於g.o.d回歸的恭賀與榮幸。」
经纪公司Cube娱乐于8月1日上午也針對歌曲《从哪里开始 到哪里结束》的後續處理作出正式說明，內容提到：“於8月1日早上11點（韓國時間）開始將停止此首歌曲線上音源服務。並且在後續泫雅實體專輯的制作也將不再收錄此曲。”
12月29日，《Red》MV獲選美國滾石雜誌「10 Best Music Videos of 2014」第五名。

### 2015年：第四张个人迷你专辑《A+》
2015年7月2日，韩国人气品牌CLRIDE.N宣布签约泫雅成为新一期的广告模特，对于选择泫雅的原因：“泫雅有独特的时尚感，instagram的人气足以证明她是现在年轻人时尚追寻的icon新代言。”
8月20日，泫雅于M! Countdown舞台回归，邀请MAMAMOO的华莎演唱《冰块》以及与BTOB的镒勳一起的《因为红》。因BTOB的行程，镒勳仅参与了8月20日和8月21日的舞台表演，之后的rap部分由练习生负责出演。21日，发布专辑《A+》全曲音源与主打曲《因为红》（feat.郑镒勳）的MV，MV于24小时内突破一百一十万余次点击。位列美国Billboard世界专辑周榜第二位 ,世界数位歌曲周榜第三位。
9月7日，《因为红》（feat.郑镒勳）的19禁无删减版MV公开，与8月21日发布的MV区别在于有数秒的伴舞镜头尺度更大。
10月20日，泫雅的《Bubble Pop!》MV Youtube点击量突破1亿大关，成为韩国第一位MV浏览次数破亿solo女歌手。

### 2016年：以solo歌手身份開始活動，第五張個人迷你專輯《A'wesome》

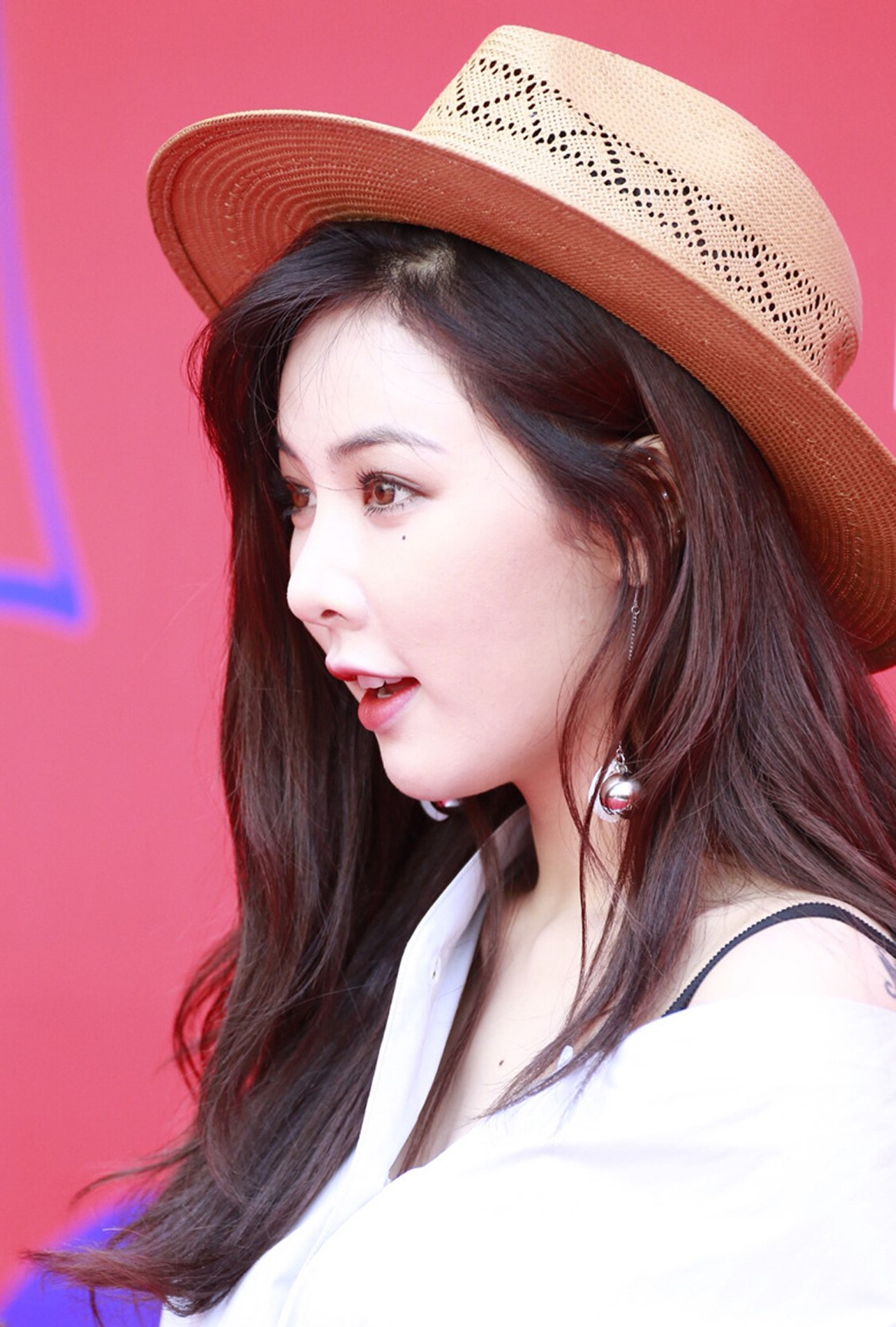
2016年3月24日，泫雅出席首尔时装周

2016年5月23日，综艺节目《同床异梦，没关系没关系》播出了母亲担忧衣着过分暴露的女儿艺娜的故事，泫雅作为嘉宾劝告艺娜：“我是以艺人的角度决定穿着的概念和要向人们展示的东西的，穿衣是要注意时间和场合。”给青少年甚至群众带来良好影响力的泫雅受到韩国网友广泛赞誉。
6月13日，4Minute合約到期，其中僅泫雅完成續約。16日，Cube娱乐宣布4Minute解散，泫雅成為Cube娱乐旗下solo女歌手。
7月3日，泫雅受英国品牌COUTURíSSIMO邀请出席巴黎时装周观看T台秀，还和法国、迪拜等地活跃的全球新晋设计师及时尚相关人士们一起参加了晚宴。出席活动所穿的乔其纱洋装也因泫雅而一度更名为“The Hyunah Pre-Order”。
7月16日，泫雅代表韓國歌手压轴登场由東南亞最大的視頻平台WEBTV ASIA主辦，在峇里島GWK文化公園舉行的音樂节「VIRAL FEST ASIA 2016」。主办方称泫雅是兼具了在YouTube等世界视频平台上拥有强劲影响力和国际音乐市场竞争力的首屈一指的艺人，所以觉得她是与该盛典的宗旨相吻合的最合适的人选。
8月1日，第五张个人迷你专辑《A'wesome》音源及主打歌《怎样？》MV发布。《怎样？》一经发布即占据韩国七大音源网站NAVER MUSIC、Mnet、soribada、genie、olleh music、Bugs、Monkey3实时排行榜首位，在Melon实时排行榜上位居第四。美国Billboard世界专辑周榜第四位，世界数位歌曲周榜第四位。MV于一周内突破六百万人次观看，专辑首周销量达9,224张，亦获得音乐节目M! Countdown与人气歌谣的一位。这也是泫雅首次获得三大台的一位，并于15日履行了请50名粉丝吃炸酱面的一位公约。
10月8日，泫雅代表韩流艺人出席在马来西亚举办的“The Global Art of Mixing H-Artistry”音乐节。

### 2017年：企划组合Triple H，第六张个人迷你专辑《Following》，单曲《Lip & Hip》

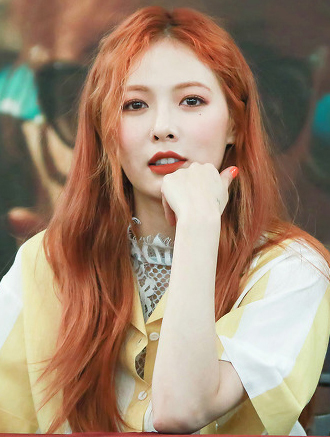
2017年5月12日，《199X》活动期间签售会

2017年2月17日，于出道十周年见面会“Fantopia HyunA Land”经粉丝投票认证官方歌迷名称为“Aing”。
4月4日，Cube娱乐宣布泫雅与Hui、E'Dawn组成企劃組合Triple H。5月1日，首张迷你专辑《199X》音源及主打曲《365 Fresh》MV发布，团体活动详见主条目Triple H。
6月30日，《Ice Cream》MV的Youtube点击量超过1亿，泫雅成为韩国首位两首歌曲MV浏览次数破亿的solo女歌手。
8月29日，发行第六张迷你专辑《Following》音源，主打歌《BABE》MV。在以往的作品中，泫雅多以强烈、性感的风格示人，但这次通过《Following》展现了不同于以往的魅力。泫雅不仅参与所有收录曲的歌词创作，还以这张专辑展现了符合暮夏慵懒、自然的气氛，并传达了她自己的故事。于韩国时间下午7時登上Olleh榜6位、Bugs榜8位、Genie榜9位、Melon榜29位、Naver榜46位。
12月4日，作为出道十周年送给粉丝礼物的第二支单曲《Lip & Hip》音源及MV发布，初舞台已于2天前的Melon Music Awards颁奖典礼公布。

### 2018年：离开Cube娱乐
2018年8月2日，Cube娱乐否認泫雅與E'Dawn的熱戀消息，8月3日，泫雅與E'Dawn向傳媒公開已交往两年。9月13日，Cube娱乐单方面宣布辞退泫雅，其后相關内部人员表示並非最终决定，Cube娱乐再声明确定辞退，其後现任CEO表示将于下周召开理事会商議。据首尔联合新闻报道，Cube娱乐作为上市公司，在未知會歌手和股东情况下，管理层單方面发表对股价影响很大的主要歌手辞退消息，引起股东不满。10月5日，歌谣界相关人士透露泫雅確定离开Cube娱乐。10月15日，Cube娱乐公告與泫雅解除合約。

### 2019年：簽約P NATION 、單曲《Flower Shower》
2019年1月27日，公告泫雅签约PSY新公司P NATION。
2019年7月6日泫雅出席於高雄夢時代正對面廣場舉行的啤酒盛事「7-ELEVEN 高雄啤酒音樂節」開場就帶來了熱門歌曲《Lip & Hip》，隨後在台上主持人問泫雅對高雄的感覺時，她坦言才唱完一首就已經感受到粉絲們比其他地區粉絲還要熱情，還說：「之前對台灣美食印象深刻，今晚見識到南台灣的熱情！」同時透露對高雄的美食充滿期待：「我喜歡的食物呢，據說在高雄是有很多的，首先是奶茶，也很喜歡芒果。」至於敢不敢嘗試臭豆腐？泫雅笑回：「我都可以吃！」，接著泫雅帶來了《babe》、《Roll Deep》、《Red》、《Bubble Pop》等曲，在《Bubble Pop》時泫雅也和台下進行歌曲互動，並與粉絲大合唱使全場氣氛達到最高潮！最後再以《Freaky》做氣場十足的 Ending，讓全場萬名觀眾驚呼連連。
2019年11月5日，泫雅發佈新單曲《Flower Shower》。
2019年11月30日泫雅受邀參加在台灣中正紀念堂舉辦的《ASIA FASHION AWARD》，是泫雅睽違5個月再次訪台，並且在《ASIA FASHION AWARD》公開演出新曲《Flower Shower》，此為泫雅首次在海外公開演唱新曲。

### 2020年：暫停單曲《GOOD GIRL》活動
泫雅原定要在8月26日以單曲《GOOD GIRL》回歸樂壇，卻因健康因素，不得不將回歸日程延後。
9月9日泫雅在IG上傳影片報平安，表示「正在努力增重、管理健康」，也因為沒辦法活動感到抱歉。

### 2021年：第七張個人迷你專輯《I'm Not Cool》、突襲發布《GOOD GIRL》 MV、HyunA&DAWN迷你專輯《➊+➊=➊》
2021年1月，P Nation宣布泫雅將是旗下2021年度首位回歸藝人，她將發行簽約該廠牌後首張迷你專輯、個人第七張迷你專輯，其中《I'm Not Cool》為與專輯同名的主打歌。另外，專輯還收錄泫雅簽約P Nation後首支單曲《Flower Shower》
2021年1月28日泫雅發行第7張迷你專輯《I'm Not Cool》，此專輯是繼2019年11月發表的《FLOWER SHOWER》之後時隔1年零2個月的新作品，專輯音源於1月28日下午6點（KST）通過各大音源網站發行，並在發行歌曲當天下午6點（KST）登上韓國音樂節目 M COUNTDOWN 進行打歌作為此次回歸首個舞台。 主打歌《I'm Not Cool》為PSY、泫雅 、DAWN三人共同作詞之作品，音源發行不久即在Genie、Bugs榜獲得2位成績，另外去年因為健康急速惡化延後發行的單曲《GOOD GIRL》也一並收錄於此張迷你專輯中。同日晚間8點（KST）泫雅在《네이버 NOW.》YOUTUBE頻道公開主打歌《I'm Not Cool》及《GOOD GIRL》的Performance Clip，此為泫雅首次公開《GOOD GIRL》的舞台，一解紛絲於2020年8月無法看到以《GOOD GIRL》一曲回歸的遺憾。
時間截至2021年1月29日下午6點（KST），《I'm Not Cool》MV於24小時內突破七百萬人次觀看，並在29小時後突破一千萬人次觀看，再次展現SOLO女王泫雅的超高人氣。
2021年2月3日中午12點（KST)泫雅於YouTube頻道驚喜宣布將於當日下午6點（KST)發布《GOOD GIRL》MV。
2021年8月16日，根據韓媒報導，泫雅將於9月9日攜手男友DAWN回歸歌壇，還在IG驚喜公開2人的MV幕後花絮。2021年9月9日，泫雅和DAWN發行迷你專輯《➊+➊=➊》回歸樂壇。

### 2022年：第八張個人迷你專輯《나빌레라》
2022年7月20日，發行迷你八輯《Nabillera (나빌레라)》回歸樂壇。

### 2024年：泫雅成為韓國明星在台北大巨蛋演唱的第一人
因為K-pop、韓劇、韓國料理等韓流風潮流行全世界，2024年8月3日台灣職棒球隊中信兄弟邀請泫雅在台北大巨蛋擔任演唱嘉賓，同時也邀請韓國駐台灣代表李殷鎬擔任開球嘉賓，泫雅成為第一位在台北大巨蛋演唱的韓國K-pop明星，當天的觀眾人數也創下史上第一名紀錄。

## 个人生活
- 中学時就读于Choongam Middle School及Korean Arts High School（英语：Korean Arts High School）[67]，大学就读学校为建国大学，主修文化艺术学系。[68]

- 左肩的纹身My mother is the heart that keeps me alive，意思是母亲是我活着的力量；右肩אֱמוּנָה古希伯莱文，信念信仰的意思；右耳后小型爱心图案；右肋部镜面效果的199X加上笑脸图案；右臂近肩内侧tempus拉丁文，时间的意思；右臂内侧由三种颜色组成的FUN；左臂内侧十字架图案；左手肘I'm、右手肘special，连起来I'm special；后腰处fatum拉丁文，命运的意思；左手手腕字母H；右手无名指字母A；右手手腕处星星图案；右手手腕下面四个不同的表情图案；[69][70]左手手肘外侧60 Dad，意思是父亲的出生年份1960年，因为祖父母家境贫穷，泫雅的父亲当年没有身份登记。[71]

- 2018年8月3日，泫雅與DAWN向傳媒公開已交往两年。[60]

- 2019年11月28日，泫雅在Instagram上大膽分享自己近年來與恐慌症和憂鬱症鬥爭的歷程[72][73]。

- 2022年11月30日宣布與交往7年的DAWN分手，從此兩人只是好朋友與工作上的同事。

- 2024年1月18日，與韓國男歌手龍俊亨官宣交往[74]，同年7月8日宣布將於10月11日在首爾三清閣舉辦結婚典禮[75]。

## 音乐作品
所属组合的音乐作品详见Wonder Girls、4Minute、Trouble Maker、Triple H

### 单曲
| 单曲 | 单曲资料                                                                    | 曲目                                                          |
| ---- | --------------------------------------------------------------------------- | ------------------------------------------------------------- |
| 1st  | 《Change》 - 发行日期：2010年1月4日 - 语言：韩语 - 销量：非卖品             | 曲目 1. Change（feat.龙俊亨） 2. Change（feat.龙俊亨）(Inst.) |
| 2nd  | 《Lip & Hip》 - 发行日期：2017年12月4日 - 语言：韩语 - 销量：限售3000张     | 曲目 1. Lip & Hip 2. Lip & Hip(Inst.)                         |
| 3rd  | 《Flower Shower》 - 發行日期：2019年11月5日 - 語言：韓語 - 銷量：數位單曲   | 曲目 1. Flower Shower                                         |
| 4th  | 《Mot (Mrs. Nail)》 - 发行日期：2025年4月30日 - 语言：韓語 - 销量：數位單曲 | 曲目 1. Not (Mrs. Nail)                                       |

### 迷你專輯
| 專輯 | 專輯資料                                                                                      | 曲目 |
| ---- | --------------------------------------------------------------------------------------------- | --- |
| 1st  | 《Bubble Pop!》 - 發行日期：2011年7月5日 - 語言：韓語 - 唱片類型：Dance Pop - 銷量：15,008+   | 曲目 1. Attention 2. Bubble Pop! 3. Downtown（feat.田智允） 4. A Bitter Day（feat.G.NA、龍俊亨） 5. Just Follow（feat.Dok2） |
| 2nd  | 《Melting》 - 發行日期：2012年10月21日 - 語言：韓語 - 唱片類型：Dance Pop - 銷量：14,816+     | 曲目 1. 别弄乱了 2. Ice Cream（feat.Maboos） 3. 青苹果 4. 给我的男朋友 5. Very Hot（feat.李媛）                              |
| 3rd  | 《A Talk》 - 發行日期：2014年7月28日 - 語言：韓語 - 唱片類型：Dance Pop - 銷量：9,903+        | 曲目 1. A Talk 2. French Kiss 3. Red 4. 从哪里开始 到哪里结束（feat.梁耀燮） 5. Blacklist（feat.LE）                         |
| 4th  | 《A+》 - 發行日期：2015年8月21日 - 語言：韓語 - 唱片類型：Dance Pop - 銷量：10,240+           | 曲目 1. Run & Run(Intro) 2. 因为红（feat.鄭鎰勳） 3. 冰块（feat.陸智譚） 4. 从我家里出去（feat.权正烈） 5. 平静              |
| 5th  | 《A'wesome》 - 發行日期：2016年8月1日 - 語言：韓語 - 唱片類型：Dance Pop - 銷量：9,545+       | 曲目 1. U&ME♡ 2. 어때(How This?) 3. Do it！ 4. 喇叭花（feat.Qim Isle） 5. 摆尾 6. Wolf（feat.Hanhae）                        |
| 6th  | 《Following》 - 發行日期：2017年8月29日 - 語言：韓語 - 唱片類型：Dance Pop - 銷量：8,097+     | 曲目 1. PARTY(FOLLOW ME)（feat.禹奭） 2. BABE 3. Purple（feat.E'Dawn） 4. DART 5. 自画像                                     |
| 7th  | 《I'm Not Cool》 - 發行日期：2021年1月28日 - 語言：韓語 - 唱片類型：Dance Pop - 銷量：17,987+ | 曲目 1. I'm Not Cool 2. Good Girl 3. Show Window 4. Party, Feel, Love (feat.E'Dawn) 5. Flower Shower                         |
| 8th  | 《Nabillera》 - 發行日期：2022年7月20日 - 語言：韓語 - 唱片類型：Dance Pop - 銷量：15,177+    | 曲目 1. 나빌레라 (Nabillera) 2. Bad Dog 3. Picasso & Fernande Olivier 4. 띵가띵가 (whatever) 5. Watch Me                     |
| 9th  | 《Attitude》 - 發行日期：2024年5月2日 - 語言：韓語 - 唱片類型：Dance Pop - 銷量：16,000+      | 曲目 1. Attitude 2. Q&A 3. Ah! (feat. GEMINI) 4. RSVP (feat. CHANGMO)                                                        |

### 合作專輯
| 專輯 | 專輯資料                                                                                 | 曲目                                                                            |
| ---- | ---------------------------------------------------------------------------------------- | ------------------------------------------------------------------------------- |
| 1st  | 《1+1=1》（與DAWN） - 發行日期：2021年9月9日 - 語言：韓語 - 唱片類型：Dance Pop - 銷量： | 曲目 1. Deep Dive 2. PING PONG 3. XOXO 4. 우린 분명 죽을 만큼 사랑했다 (I Know) |

### 合作歌曲
| 发行日期       | 专辑名称                        | 歌曲名称          | 歌手                                                   |
| 2009年3月30日  | First Episode A New Hero        | 2009              | 李起光（feat.泫雅）                                    |
| 2009年8月13日  | -                               | 眼泪也珍惜        | Navi（feat.泫雅）                                      |
| 2009年8月18日  | Attitude                        | Bittersweet       | 勇敢兄弟（feat.李玟雨、泫雅、Maboos、Red-Roc、Basick） |
| 2009年10月8日  | -                               | 扑通扑通Tomorrow  | 4 Tomorrow                                             |
| 2010年2月10日  | Love Parade                     | 去年冬天          | 朴允华、泫雅                                           |
| 2010年4月16日  | E-Tribe Project Album (201004)  | 荒野的无法者      | 泫雅、Nassun                                           |
| 2010年9月17日  | Faddy Robot Foundation          | Faddy Robot       | Faddy Robot                                            |
| 2010年11月10日 | Together Forever Vol.1          | Say You Love Me   | G.NA、泫雅                                             |
| 2011年5月9日   | Golden Lady                     | Golden Lady       | 林贞熙(feat.泫雅)                                      |
| 2011年5月12日  | Let It Go                       | Let It Go         | 许永生(feat.泫雅)                                      |
| 2012年8月14日  | -                               | 哥哥就是我的Style | PSY(feat.泫雅)                                         |
| 2012年10月31日 | Sexy,Sweet,Smart & Sentimental  | She Is My Girl    | S4(feat.泫雅)                                          |
| 2012年11月7日  | The Next Big Thing              | Maker             | 卢志勋(feat.泫雅)                                      |
| 2012年12月27日 | -                               | 这个人            | 孝琳、孝盛、泫雅、妮可、NANA                           |
| 2012年12月28日 | -                               | 不要生病          | Eru(feat.泫雅)                                         |
| 2013年3月11日  | -                               | My Color          | 泫雅                                                   |
| 2014年1月2日   | Rain Effect                     | 去哪里。哥哥      | Rain(feat.泫雅)                                        |
| 2016年12月16日 | 2016 United Cube Project Part 1 | Special Christmas | 泫雅、张贤胜、BTOB、卢志勋、CLC、PENTAGON              |
| 2018年6月17日  | ONE                             | Upgrade           | 泫雅、赵权、BTOB、CLC、PENTAGON、柳善皓、(G)I-DLE      |
| 2018年6月17日  | ONE                             | Young & One       | 泫雅、赵权、BTOB、CLC、PENTAGON、柳善皓、(G)I-DLE      |

### 创作作品
泫雅在韩国音乐著作权家协会登记编号为10000727 （页面存档备份，存于）。
| 年份   | 歌曲名称                              | 歌手          | 参与作词 | 参与作曲 |
| 2010年 | Say You Love Me                       | G.NA、泫雅    | √        |          |
| 2010年 | Say You Love Me（Vicc Beat）          | G.NA、泫雅    | √        |          |
| 2012年 | 致我的男朋友                          | 泫雅          | √        |          |
| 2012年 | Very Hot（feat.李媛）                 | 泫雅          | √        | √        |
| 2012年 | 不要生病（feat.泫雅）                 | Eru           | √        |          |
| 2013年 | 想玩的Girl                            | Trouble Maker | √        |          |
| 2014年 | 谢谢:）                               | 4Minute       | √        |          |
| 2014年 | A Talk                                | 泫雅          | √        |          |
| 2014年 | 从哪里开始 到哪里结束（feat.梁耀燮）  | 泫雅          | √        |          |
| 2014年 | Blacklist（feat.LE）                  | 泫雅          | √        |          |
| 2015年 | Crazy                                 | 4Minute       | √        |          |
| 2015年 | Run & Run（Intro）                    | 泫雅          | √        |          |
| 2015年 | Ice Ice（feat.陆智谭）                | 泫雅          | √        |          |
| 2015年 | 平稳                                  | 泫雅          | √        |          |
| 2016年 | Hate                                  | 4Minute       | √        |          |
| 2016年 | U&ME♡                                 | 泫雅          | √        |          |
| 2016年 | 怎样？                                | 泫雅          | √        |          |
| 2016年 | Do it!                                | 泫雅          | √        |          |
| 2016年 | Freaky                                | 泫雅          | √        |          |
| 2016年 | Wolf（feat.Hanhae）                   | 泫雅          | √        |          |
| 2017年 | 鬼怪                                  | CLC           | √        |          |
| 2017年 | 向日葵                                | Triple H      | √        |          |
| 2017年 | 365 Fresh                             | Triple H      | √        |          |
| 2017年 | 是梦是醒                              | Triple H      | √        |          |
| 2017年 | Girl Girl Girl                        | Triple H      | √        |          |
| 2017年 | PARTY(FOLLOW ME)（feat.禹奭）         | 泫雅          | √        | √        |
| 2017年 | BABE                                  | 泫雅          | √        |          |
| 2017年 | Purple（feat.E'Dawn）                 | 泫雅          | √        |          |
| 2017年 | DART                                  | 泫雅          | √        |          |
| 2017年 | Mirror                                | 泫雅          | √        |          |
| 2017年 | Lip & Hip                             | 泫雅          | √        |          |
| 2018年 | Young & One                           | 群星          | √        |          |
| 2018年 | 感觉                                  | Triple H      | √        |          |
| 2018年 | Retro Future                          | Triple H      | √        | √        |
| 2021年 | I'm Not Cool                          | 泫雅          | √        |          |
| 2021年 | GOOD GIRL                             | 泫雅          | √        |          |
| 2021年 | PING PONG                             | 泫雅、DAWN    | √        | √        |
| 2021年 | XOXO                                  | 泫雅、DAWN    | √        | √        |
| 2021年 | 우린 분명 죽을 만큼 사랑했다 (I Know) | 泫雅、DAWN    | √        |          |
| 2022年 | Nabillera (나빌레라)                  | 泫雅          | √        |          |
| 2022年 | Picasso & Fernande Olivier            | 泫雅          | √        | √        |
| 2022年 | Watch Me                              | 泫雅          | √        | √        |
| 2024年 | Attitude                              | 泫雅          | √        | √        |

## 媒体作品
泫雅参与的电影、电视剧、MV、综艺节目、电台、音乐舞台等参见

## 演唱会
- 泫雅亚洲巡回粉丝见面会（The Queen's Back－Asia Tour Fan Meeting 2016）

| 日期          | 演唱会站次 | 举行地点         |
| 2016年9月4日  | 台北站     | 台北国际会议中心 |
| 2016年9月17日 | 上海站     | 上海加空間       |
| 2016年9月25日 | 香港站     | 香港皇室堡       |

- 泫雅出道十周年粉丝见面会（Fantopia, HyunA Land）[90]

| 日期          | 演唱会站次 | 举行地点          |
| 2017年2月17日 | 首尔站     | 西江大学MARY HALL |

- 泫雅北美洲巡演（The Queen's Back－North American Tour 2017）[91]

| 日期          | 演唱会站次 | 举行地点                 |
| 2017年2月22日 | 温哥华站   | Hard Rock Casino Theatre |
| 2017年2月24日 | 多伦多站   | Danforth Music Hall      |
| 2017年2月26日 | 蒙特利尔站 | L'olympia de Montreal    |
| 2017年3月1日  | 芝加哥站   | Vic Theatre              |
| 2017年3月3日  | 纽约站     | The Town Hall            |
| 2017年3月6日  | 达拉斯站   | Granda Theatre           |
| 2017年3月9日  | 旧金山站   | Regency Ballroom         |
| 2017年3月10日 | 洛杉矶站   | The Novo                 |

- 泫雅日本粉丝见面会（HYUNA'S BABE PARTY! Japan First Fanmeeting）[92]

| 日期           | 演唱会站次 | 举行地点 |
| 2017年10月20日 | 东京站     | 新宿ReNY |

- 泫雅香港粉丝见面会（HYUNA'S Music Party in Hong Kong 2018 “Lip & Hip”）[93]

| 日期          | 演唱会站次 | 举行地点       |
| 2018年3月10日 | 香港站     | 旺角麥花臣場館 |

- 泫雅日本粉丝见面会（HYUNA'S PARTY! In JAPAN 〜2nd Story〜 ）[94]

| 日期         | 演唱会站次 | 举行地点          |
| 2018年4月6日 | 东京站     | マイナビBLITZ赤坂 |
| 2018年4月8日 | 大阪站     | 梅田TRAD 1部 2部  |

- 泫雅出席其他大型演唱会

| 日期          | 演唱会名称                    | 举行地点                    |
| 2014年3月11日 | SXSW北美音乐盛典              | 美国德克萨斯州奥斯汀Elysium |
| 2016年7月16日 | VIRAL FEST ASIA 2016          | 印尼峇里GWK文化公园         |
| 2016年10月8日 | H-Artistry Dare to Dream 2016 | 马来西亚吉隆坡绿野休闲城    |

- 泫雅出席韓國校慶/公演

| 日期          | 举行地点             |
| 2017年9月1日  | 西京大學校慶         |
| 2018年5月10日 | 圓光大學校慶         |
| 2018年5月17日 | 大田保健大學公演     |
| 2018年5月18日 | 首爾科學技術大學校慶 |
| 2018年5月19日 | 弘益大學校慶         |
| 2018年5月23日 | 韓信大學慶典         |
| 2018年5月25日 | 延世大學公演         |
| 2018年5月30日 | 大津大學公演         |
| 2019年5月14日 | 韓國外國語大學校慶   |
| 2019年5月15日 | 檀國大學校慶         |
| 2019年5月16日 | 啟明大學校慶         |
| 2019年5月16日 | 龜尾大學Gamabeol校慶 |
| 2019年5月17日 | 韓國理工大學聯合慶典 |
| 2019年5月20日 | 慶南大學慶典         |
| 2019年5月22日 | 東義大學校慶         |
| 2019年5月30日 | 清州大學公演         |

## 所获奖项

### 大型颁奖典礼奖项
| 年份 | 奖项 |
| 2010 | - Gaon Chart K-POP大奖前身－Streaming Download Award《Change》                                                                            |
| 2011 | - YouTube K-Pop Awards－Music video最多搜索奖（第3名）《Bubble Pop!》 - 第13届Mnet亚洲音乐大奖－最佳个人舞蹈表演奖《Bubble Pop!》         |
| 2012 | - Herald-Donga TV Lifestyle Awards－Hot Icon Award                                                                                        |
| 2013 | - 第1届音悦V榜年度盛典－韩国最佳女歌手奖                                                                                                  |
| 2015 | - 第29届金唱片大赏－音源部门本赏《Red》 - 第24届首尔歌谣大赏－舞蹈表演赏《Red》 - 第17届Mnet亚洲音乐大奖－最佳个人舞蹈表演奖《Roll Deep》 |
| 2017 | - 第17届Melon Music Awards－MBC音乐之星奖《BABE》                                                                                         |
| 2022 | - 第31届首尔歌谣大赏－R&B Hip-Hop賞《I'm Not Cool》                                                                                       |

### 音樂節目獎項
| 年份   | 日期    | 電視台    | 節目名稱      | 獲獎歌曲 | 排名 |
| ------ | ------- | --------- | ------------- | -------- | ---- |
| 2014年 | 8月6日  | MBC Music | Show Champion | Red      | 1位  |
| 2014年 | 8月16日 | MBC Music | Show Champion | Red      | 1位  |
| 2016年 | 8月11日 | Mnet      | M! Countdown  | 怎样？   | 1位  |
| 2016年 | 8月14日 | SBS       | 人氣歌謠      | 怎样？   | 1位  |

## 主打歌曲紀錄（2010年至今）(個人solo)
| 主打歌曲成績 | 主打歌曲成績             | 主打歌曲成績         | 主打歌曲成績        | 主打歌曲成績           | 主打歌曲成績     | 主打歌曲成績         | 主打歌曲成績            | 主打歌曲成績 |
| ------------ | ------------------------ | -------------------- | ------------------- | ---------------------- | ---------------- | -------------------- | ----------------------- | ------------ |
| 专辑         | 歌曲                     | Mnet 《M Countdown》 | KBS2 《Music Bank》 | MBC 《Show! 音樂中心》 | SBS 《人氣歌謠》 | SBS MTV 《THE SHOW》 | MBC M 《Show Champion》 | 備註         |
| 2010年       |                          |                      |                     |                        |                  |                      |                         |              |
| 無專輯單曲   | Change (feat.龍俊亨)     | /                    | 6                   |                        | TAKE7            |                      |                         |              |
| 2011年       |                          |                      |                     |                        |                  |                      |                         |              |
| Bubble Pop!  | Bubble Pop!              | 2                    | 4                   |                        | TAKE7            |                      |                         |              |
| 2012年       |                          |                      |                     |                        |                  |                      |                         |              |
| Melting      | Ice Cream (feat. Maboos) | 2                    | 2                   |                        |                  |                      |                         |              |
| 2014年       |                          |                      |                     |                        |                  |                      |                         |              |
| A Talk       | Red                      | 3                    | 4                   | 4                      | 5                |                      | (1)                     |              |
| 2015年       |                          |                      |                     |                        |                  |                      |                         |              |
| A+           | 因为我做得好(Roll Deep)  | 2                    | 4                   | 5                      | 3                | /                    | 6                       |              |
| 2016年       |                          |                      |                     |                        |                  |                      |                         |              |
| A'wesome     | How's this？             | 1                    | 6                   |                        | 1                | /                    | 2                       |              |
| 2017年       |                          |                      |                     |                        |                  |                      |                         |              |
| Following    | Babe                     | 2                    | 12                  | 34                     | 6                | /                    | 3                       |              |
| 無專輯單曲   | Lip & Hip                | /                    | 11                  | 8                      | 4                | /                    | /                       |              |
| 2019年       |                          |                      |                     |                        |                  |                      |                         |              |
| 無專輯單曲   | FLOWER SHOWER            | /                    | 21                  | 17                     | /                | /                    | /                       |              |
| 2021年       |                          |                      |                     |                        |                  |                      |                         |              |
| I'm Not Cool | I'm Not Cool             | 2                    | 4                   | 5                      | 3                | /                    | /                       |              |
| I'm Not Cool | Good girl                | /                    | /                   | /                      | /                | /                    | 18                      | 後續曲       |
| 2022年       |                          |                      |                     |                        |                  |                      |                         |              |
| Nabillera    | Nabillera (나빌레라)     | 10                   | 39                  | 24                     | /                | /                    | /                       |              |
| 2024年       |                          |                      |                     |                        |                  |                      |                         |              |
| Attitude     | Q&A                      | 9                    | /                   | 36                     | /                | /                    | /                       |              |
| 2025年       |                          |                      |                     |                        |                  |                      |                         |              |
| 無專輯單曲   | Mrs. Nail                | 17                   | /                   | 28                     | /                | /                    | /                       |              |

| 各台冠軍歌曲獎座統計 | 各台冠軍歌曲獎座統計 | 各台冠軍歌曲獎座統計 | 各台冠軍歌曲獎座統計 | 各台冠軍歌曲獎座統計 | 各台冠軍歌曲獎座統計 |
| Mnet                 | KBS                  | MBC                  | SBS                  | SBS MTV              | MBC Music            |
| -------------------- | -------------------- | -------------------- | -------------------- | -------------------- | -------------------- |
| 1                    | 0                    | 0                    | 1                    | 0                    | 2                    |
| 一位總數：4          |                      |                      |                      |                      |                      |